# Oktiabrsk, Kazakstan
Oktiabrsk (kazakiska: Oktyabr’sk, ryska: Кандыагаш) är en ort i Kazakstan. Den ligger i oblystet Aqtöbe, i den västra delen av landet, 1 000 km väster om huvudstaden Astana. Oktiabrsk ligger 294 meter över havet och antalet invånare är 28 196.
Terrängen runt Oktiabrsk är platt. Runt Oktiabrsk är det mycket glesbefolkat, med 4 invånare per kvadratkilometer. Det finns inga andra samhällen i närheten. Trakten runt Oktiabrsk består i huvudsak av gräsmarker.